# Teletubbies say "Eh-oh!"
Teletubbies say Eh-oh!" é um single que alcançou a posição número um na UK singles chart por duas semanas em dezembro de 1997. Ele se manteve no Top 75 por 29 semanas após o seu lançamento e mais 3 semanas após dois relançamentos. É praticamente um remix da música tema de um programa de TV da BBC, Teletubbies. Os Teletubbies não tiveram nenhum outro hit, transformando-os em uma "banda de uma música só".

## Natal
Houve muita expectativa para que esse single fosse o single número um no Natal de 1997 no Reino Unido.

## Marketing
A BMG trabalhou na promoção do single no Reino Unido, enquanto que a EMI o fez resto da Europa. Foi vendido 317.000 cópias em sua primeira semana de estreia alcançando a primeira posição na parada britânica; 1.103.000 de cópias até ao final do ano e total de vendas no Reino Unido foi de 1,3 milhões de euros.

## Recepção
"Teletubbies say Eh-oh!" foi o single número um na UK singles chart por duas semanas em Dezembro de 1997. Ele permaneceu no Top 75 por 29 semanas após a sua primeira versão e mais 3 semanas após dois relançamentos.

## Posições
| Paradas             | Melhores posições |
| ------------------- | ----------------- |
| UK Singles Chart    | 1                 |
| Dutch Singles Chart | 13                |